# Ameerega
Ameerega – rodzaj płazów bezogonowych z podrodziny Colostethinae w rodzinie drzewołazowatych (Dendrobatidae).

## Zasięg występowania
Rodzaj obejmuje gatunki występujące w stanach Mato Grosso do Sul i Goiás w Brazylii, na północ i północny zachód przez amazońską Amerykę Południową, na zachód po podnóża boliwijskich Andów i do Wenezueli.

## Systematyka

### Etymologia
- Ameerega: gr. intensywny przedrostek α- a-; J. Meere; gr. αγα aga „cudowny”[6].
- Phobobates: gr. φοβος phobos „strach, lek, panika”, od φεβομαι phebomai „uciekać”; βατης batēs „piechur”, od βατεω bateō „stąpać”, od βαινω bainō „chodzić”[3]. Gatunek typowy: Dendrobates silverstonei Myers & Daly, 1979.
- Pseudendrobates: gr. ψευδος pseudos „fałszywy”[7]; rodzaj Dendrobates Wagler, 1830. Gatunek typowy: Dendrobates silverstonei Myers & Daly, 1979.

### Podział systematyczny
Do rodzaju należą następujące gatunki:

- Ameerega altamazonica Twomey & Brown, 2008
- Ameerega bassleri (Melin, 1941)
- Ameerega berohoka Vaz-Silva & Maciel, 2011
- Ameerega bilinguis (Jungfer, 1989)
- Ameerega boehmei Lötters, Schmitz, Reichle, Rödder & Quennet, 2009
- Ameerega boliviana (Boulenger, 1902)
- Ameerega braccata (Steindachner, 1864)
- Ameerega cainarachi (Schulte, 1989)
- Ameerega flavopicta (Lutz, 1925)
- Ameerega hahneli (Boulenger, 1884)
- Ameerega ignipedis Brown & Twomey, 2009
- Ameerega imasmari Brown, Siu-Ting, von May, Twomey, Guillory, Deutsch & Chávez, 2019
- Ameerega ingeri (Cochran & Goin, 1970)
- Ameerega macero (Rodriguez & Myers, 1993)
- Ameerega munduruku Neves, Silva, Akieda, Cabrera, Koroiva & Santana, 2017
- Ameerega panguana Brown, Siu-Ting, von May, Twomey, Guillory, Deutsch & Chávez, 2019
- Ameerega parvula (Boulenger, 1882)
- Ameerega pepperi Brown & Twomey, 2009
- Ameerega petersi (Silverstone, 1976)
- Ameerega picta (Tschudi, 1838)
- Ameerega planipaleae (Morales & Velazco, 1998)
- Ameerega pongoensis (Schulte, 1999)
- Ameerega pulchripecta (Silverstone, 1976)
- Ameerega rubriventris (Lötters, Debold, Henle, Glaw & Kneller, 1997)
- Ameerega shihuemoy Serrano-Rojas, Whitworth, Villacampa-Ortega, von May, Gutiérrez, Padial & Chaparro, 2017
- Ameerega silverstonei (Myers & Daly, 1979)
- Ameerega simulans (Myers, Rodriguez & Icochea, 1998)
- Ameerega trivittata (Spix, 1824) – drzewołaz trójpaskowy[8]
- Ameerega yoshina Brown & Twomey, 2009